# Clarence Vinson
Clarence Vinson (ur. 10 lipca 1978 w Waszyngtonie) – amerykański bokser wagi koguciej, brązowy medalista letnich igrzysk olimpijskich w Sydney. W 2001 roku przeszedł na zawodowstwo. Pierwszą walkę zawodową stoczył 27 stycznia 2001 na dystansie 4 rund. Jego przeciwnikiem był Adrian Valdez. Walkę wygrał przez decyzję 40-36 | 40-37 | 39-37.